# 1823 au théâtre
| Années du théâtre : 1820 - 1821 - 1822 - 1823 - 1824 - 1825 - 1826    |
| Décennies du théâtre : 1790 - 1800 - 1810 - 1820 - 1830 - 1840 - 1850 |

## Événements
- 24 janvier : la toute première pièce d'Honoré de Balzac, Le Nègre (une allusion à son travail harassant de nègre littéraire chez Lepoitevin) est  refusée par le Théâtre de la Gaîté à Paris.
- Première édition à Paris par Stendhal de Racine et Shakespeare, un pamphlet où il prend parti pour le romantisme contre le classicisme, affirme que la règle des trois unités n'est pas nécessaire et fait l'apologie du théâtre en prose.

## Pièces de théâtre représentées
- 2 juillet : L'Auberge des adrets, mélodrame de Benjamin Antier par Frédérick Lemaître, Théâtre de l'Ambigu-Comique, Paris.
- 18 décembre : Le Fabricant de baromètres sur l’île enchantée (de), première pièce de Ferdinand Raimund, Théâtre de Leopoldstadt, Vienne, Autriche.
- Louise, ou le Père juge, mélodrame en un acte d'Amable de Saint-Hilaire et Hyacinthe Decomberousse, Théâtre de l'Ambigu-Comique, Paris.
- Kesakake Matsu Narita no Riken, pièce du dramaturge japonais Tsuruya Nanboku IV, avec les acteurs Onoe Kikugorō III et Ichikawa Danjūrō VII dans les rôles principaux.

## Naissances
- 4 janvier : Michel Bordet, auteur dramatique, acteur et chansonnier français, mort le 18 mars 1892.
- 14 mars : Théodore de Banville, poète, dramaturge et critique dramatique français, mort le 13 mars 1891.
- 31 mars : Alexandre Ostrovski, dramaturge russe, considéré comme le fondateur du théâtre russe, mort le 2 juin 1886[1].
- 19 mai : Eugène Verconsin, dramaturge français, mort le 28 décembre 1891
- 20 octobre : Léocadie Doze, dite Mademoiselle Doze à la scène et Mme Roger de Beauvoir en littérature, comédienne, dramaturge et écrivaine française, morte à Paris le 22 octobre 1859.
- 4 décembre : Henri Auger de Beaulieu, acteur et un auteur dramatique français, mort le 30 juillet 1885.
- 26 décembre : Jules Belamy, auteur dramatique français, mort le 29 avril 1852.

## Décès
- 17 janvier : Zacharias Werner, poète, dramaturge et prédicateur allemand, né le 18 novembre 1768.
- 5 août : Alexandre-Louis-Bertrand Robineau, dit de Beaunoir, auteur dramatique français, né le 4 avril 1746.
- 13 décembre : Michel Dieulafoy, librettiste et dramaturge français, né le 11 janvier 1762.